# Anurag Acharya
Anurag Acharya (Bikaner, Rajasthan, Índia) és un científic informàtic i enginyer d'origen indi i un dels creadors de Google Scholar.
Acharya es va graduar a l'Indian Institute of Technology, a Kharagpur en un grau de Ciències de la Computació i Enginyeria, el 1987. Va rebre el seu doctorat en Ciències de la Computació de la Universitat Carnegie Mellon el 1994. També va ser professor ajudant a la Universitat de Califòrnia, a Santa Bàrbara.
L'any 2000 Acharya es va integrar en l'equip d'indexació de Google on va treballar durant quatre anys. Tot seguit va prendre un any sabàtic, després del qual, al costat d'Alex Verstak, retornà a l'anàlisi de com els usuaris fan servir Google com a font de consultes purament acadèmiques. A partir d'aquesta descoberta, van començar a treballar en l'extracció automàtica de metadades i en el posicionament i ordenació de la literatura científica, per tal de poder integrar els resultats en el cercador general. Es buscava millorar el rànquing de documents acadèmics a les cerques web. El fet que el va portar a la creació de Google Scholar cal situar-lo en la pressa de consciència de la importància de conèixer l'existència d'informació encara que aquesta, per diversos motius, no pogués ser accessible. Finalment, es pot dir, que Google Scholar va néixer el 18 de novembre de 2004, amb un equip de només dues persones, Acharya i Alex Verstak; i ambdós provinents del món acadèmic i coneixedors de les necessitats reals dels investigadors a l'enfrontar-se a la tasca de la localització científica. Anurag Acharya va crear Google Scholar a partir del seu desig de facilitar les cerques d'articles, adaptant-se a les necessitats dels investigadors i aconseguint, d'aquesta manera, facilitar la cerca dels continguts acadèmics.